# Bazylozaur
Bazylozaur (Basilosaurus) – wymarły rodzaj prawalenia z rodziny Basilosauridae żyjącego w eocenie, od 40 do 34 milionów lat temu.

## Historia odkryć

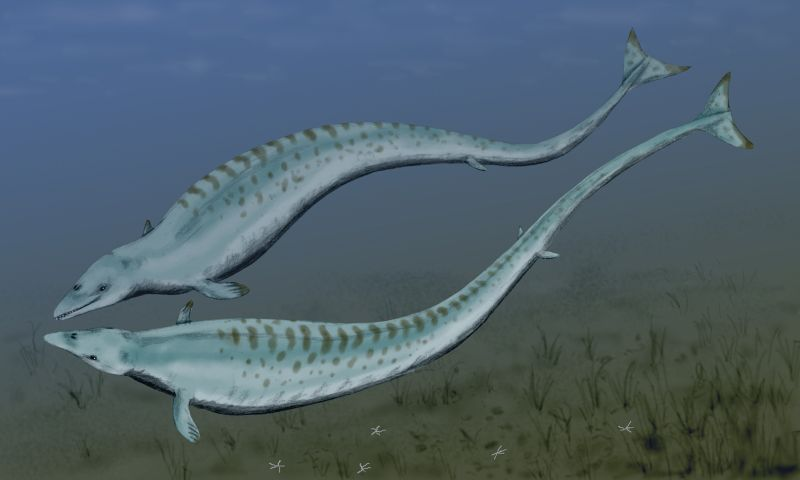
Basilosaurus cetoides – późny eocen, Ameryka Północna

Skamieniałości bazylozaura powszechnie znajdowane były już w XIX wieku w Luizjanie i Alabamie przez okolicznych mieszkańców, którzy wykorzystywali je między innymi jako meble. Doktor Richard Harlan, po przebadaniu szczątków zwierzęcia, stwierdził, że należały do 45-metrowego gada, nadając mu istniejącą do dziś nazwę, która znaczy „królewski jaszczur”. Jednakże sir Richard Owen, po przestudiowaniu kręgosłupa, fragmentów żuchwy, kończyn oraz świeżo odkrytych żeber, słusznie stwierdził, że są to skamieniałości ssaka. Zaproponował w związku z tym nazwę Zeuglodon cetoides, która mimo że bardziej adekwatna, dziś jest jednak mniej popularna. Słowo zeuglodon odnosi się do kształtu zębów zwierzęcia, posiadającego 2 korzenie, typowego dla współczesnych ssaków morskich.
W roku 1845 Albert Koch, usłyszawszy o olbrzymich kościach zwierzęcych, zrekonstruował ponad trzydziestometrowy szkielet „węża morskiego”, na podstawie przypadkowo znalezionych szkieletów, w tym bazylozaura. Rekonstrukcja tego wyimaginowanego zwierzęcia spłonęła niestety w czasie pożaru Chicago w 1871 roku.
Pozostałości Basilosaurus isis odkryto w Egipcie, w dolinie Wadi al-Hitan w okolicy oazy Fajum. Zdaniem paleontologa Philipa Gingericha, licznie tam występujące olbrzymie kości prawaleni mogły wpłynąć na rozwój lokalnego kultu krokodyla na terenie Fajum w starożytnym Egipcie.

## Budowa

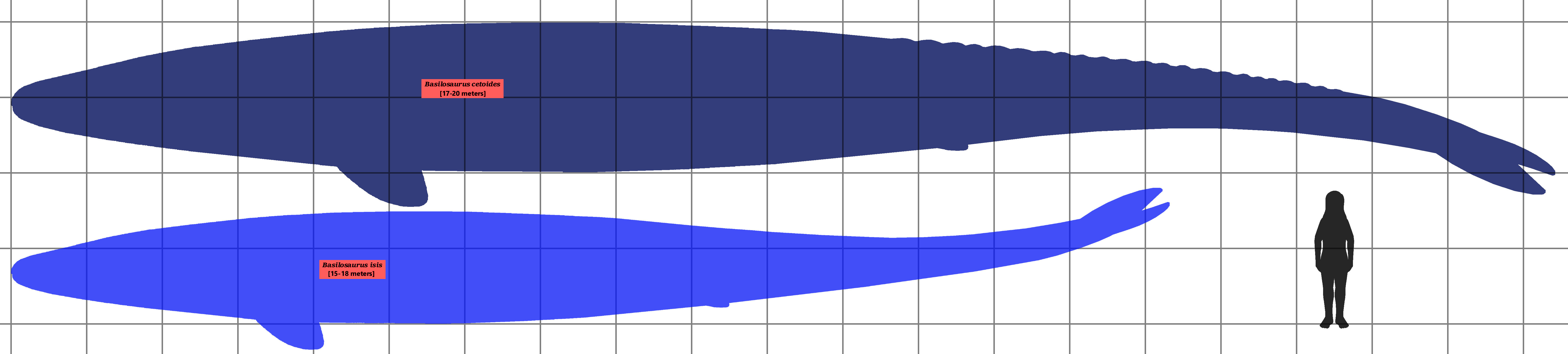
Bazylozaur w porównaniu z człowiekiem

- Basilosaurus był zwierzęciem dużym, mierzącym do 20 m długości.
- Charakterystyczne jest znaczne wydłużenie kręgów zwierzęcia, nadające mu wyjątkowy wygląd. Jednakowa długość kręgów krzyżowych, lędźwiowych, czy piersiowych, pozwoliła dojść do wniosku, że poruszał się wykonując szczupakowate ruchy. Ponadto Philip Gingerich doszedł do wniosku, że potrafił wykonywać też dość ograniczone boczne ruchy kręgosłupa.
- Jego klinowata głowa mierzyła około 1,5 m długości. Czaszka wykazuje nadal pewne cechy analogiczne do cech lądowych ssaków z rzędu Mesonychia, uważanych przez długi czas za przodków wszystkich waleni. Była jednak względem nich wydłużona. Od niedawna jednakże za przodków waleni uważa się parzystokopytne (Rodhocetus).
- Zestaw zębów był inny niż u ssaków lądowych, u których istnieje rozróżnienie na siekacze, kły, przedtrzonowce i trzonowce. Basilosaurus posiadał dwa główne typy zębów. Przednie, o kształcie stożka, służyły do chwytania łupu, podczas gdy tylne, trójkątne zęby służyły do cięcia pokarmu.
- Budowa, zwłaszcza budowa kończyn świadczy, że bazylozaur żył tylko w środowisku wodnym, w przeciwieństwie do swoich krewnych żyjących przed nim, jak Pakicetus, czy ambulocet.
- Szczątkowe kończyny tylne, mierzące zaledwie 0,6 m, miały ograniczoną możliwość ruchu. Być może wykorzystywane były w czasie kopulacji.
- Puste w środku, zapewne wypełnione płynem kręgi, świadczą o tym, że prawdopodobnie bazylozaur nie był w stanie poruszać się na różnych głębokościach. Możliwe, że pływał głównie pod powierzchnią wody.

## Pożywienie
Basilosaurus był zwierzęciem drapieżnym. Budowa zębów świadczy, że zwierzę to odżywiało się rybami, głowonogami i mniejszymi waleniami.

## Systematyka

### Etymologia
- Basilosaurus: gr. βασιλευς basileus ‘król’; σαυρος sauros ‘jaszczurka’[4].
- Zeuglodon (Zygodon): gr. ξευγλη zeuglē ‘szleja, rzemień’; οδους odous, οδοντος odontos ‘ząb’[5].

### Podział systematyczny
Do rodzaju należały następujące gatunki:
- Basilosaurus cetoides R. Owen, 1839 – występował na terenie obecnej Luizjany, Alabamy i Missisipi
- Basilosaurus isis (C.A. Andrews, 1904) – występował w dzisiejszym Egipcie